# ليلى كليف
 ليلى كليف  (2 سبتمبر 1971م)هي مغنية وكاتبة أغاني ومخرجة سينمائية وكاتبة سيناريو وممثلة بريطانية-إماراتية. فازت بجائزة آي دبليو سي للمخرجين (بالإنجليزية: IWC Filmmaker)‏ في مهرجان دبي السينمائي الدولي لعام 2015 عن السيناريو الأصلي لها «كاتب الرسالة».

## السيرة
ولدت كيليف في دبي بالإمارات العربية المتحدة لأم إنجليزية وأب إماراتي عربي. بعد دراستها في الأكاديمية الأمريكية للفنون المسرحية (AADA)، حصلت على شهادة في اللغة العربية من جامعة أكسفورد في المملكة المتحدة. بعد ذلك أمضت ثلاث سنوات في الدكتوراه لكنها لم تُكملها. قامت خلال دراستها بالبحث في القصص القصيرة للكاتب الإماراتي محمد المر.
بدأت كيليف مسيرتها الموسيقية في عام 1999، بينما كانت لا تزال طالبة عندما وقعت عقدًا مع تسجيلات إيديل (المملكة المتحدة)، أفيكس تراكس (جنوب شرق آسيا)، وجيف (بنلوكس). أصدرت ألبومها الأول «ما يكفي من الحبل» (بالإنجليزية: Enough Rope)‏، الذي تضمن أغنية شكسبير عاشقًا (بالإنجليزية: Shakespeare in Love)‏، والتي شاركت في كتابتها مع المنتج غريغ فيتزجيرالد [الإنجليزية]، الذي شارك أيضًا في كتابة الأغنية الرئيسية لألبوم " حمى [الإنجليزية] لكايلي مينوغ. الأغنية مستوحاة من الفيلم الحائز على جائزة الأوسكار شكسبير عاشقًا. دعتها ترودي ستايلر لتقديم عروضها جنبًا إلى جنب مع ستينغ وشخصيات موسيقية وسينمائية أخرى في مسرح شكسبير غلوب [الإنجليزية].
حصل فيلم شكسبير عاشقًا على لقب «سجل العام» في سنغافورة. وفي عام 2008، أصدرت ألبومها الثاني «كتلة أكاذيب» (بالإنجليزية: Body of Lies)‏.
في عام 2012، قامت ليلى بترجمة وتسجيل نسخة عربية من أغنية هللويا [الإنجليزية] لليونارد كوهين، وحصلت على إذن من ناشري كوهين في ذلك الوقت، سوني ميوزيك للنشر، لإصدارها.
وفي عام 2015، فازت بجائزة آي دبليو سي للمخرجين في مهرجان دبي السينمائي الدولي عن سيناريوها الأصلي «كاتبة الرسائل» (بالإنجليزية: The Letter Writer)‏، وهو فيلم درامي رومانسي تدور أحداثه في الستينيات. وفي عام 2018، شاركت في إنتاج وإخراج وشاركت في بطولة فيلم «كاتبة الرسائل»، استنادًا إلى نصها الأصلي. كما كتبت وسجلت أغنية رئيسية لفيلم «اسمحوا لي أن أعد الطرق» (بالإنجليزية: Let Me Count The Ways)‏، وهي مقتبسة من السوناتة 43 للمخرجة إليزابيث باريت براونينغ كيف أحبك من مجموعتها سونيتات من البرتغال.
كان فيلم «كاتب الرسالة» جزءًا من الاختيار الرسمي لأفضل فيلم روائي طويل أجنبي في مهرجان لبنان للسينما المستقلة (LIFF) عام 2019.
في عام 2020، اختير فيلمها جزءًا من Breakthrough Strand التابع لفيلم لندن [الإنجليزية] لصانعي الأفلام البريطانيين [الإنجليزية] الناشئين. في نفس العام، عادت ليلى إلى الموسيقى، وسجلت ألبومها، «العشاق لا يجتمعون» (بالإنجليزية: Lovers Don't Meet)‏، الذي نال استحسان النقاد ، من إنتاج فنان موسيقى الكانتري الأمريكي، ومهندس الصوت ديفيد نيل، في ناشفيل بالولايات المتحدة. يضم الألبوم مجموعة متنوعة من الموسيقيين، بما في ذلك ريد بيتمان، الذي أنتج ألبوم نيل «بوثيل 2020» (بالإنجليزية: Bootheel 2020)‏، ومات "آيس" آيسمان، الذي يتعاون أيضًا مع نيل.
أصدرت أغنيتها المنفردة الأولى من الألبوم «كما أنا»، متأثرة بقصيدة لنزار قباني، تلتها أغنيتها المنفردة الثانية، وهي عنوان الألبوم «العشاق لا يجتمعون». مستوحى من شعر جلال الدين الرومي. كتب والتر برايس لسجلات تكساس العالمية (بالإنجليزية: Global Texan Chronicles)‏، في مراجعته لأغنية «كما أنا» التي أطلق على الألبوم «الرهبة الملهمة» (بالإنجليزية: Awe spiring)‏"، وعلق على أن الأغنية المنفردة،«العدد الدقيق لموسيقى الروك الريفية»، كانت «تذكرنا بليندا رونستادت ، الكاربنترز  أو ربما كارول كينغ».  وصف مارك ديفيز الألبوم بأنه «أقل من عودة، وأكثر من ولادة جديدة مجيدة».  كتب ديفيد نوبخت أنه «يفتن بطريقة تشبه ألبوم أزرق [الإنجليزية] الخالد لجوني ميتشل».
في عام 2022، أصبحت سفيرة للحركة الدولية للدفاع عن الأطفال (DCI) للأطفال المتأثرين بالنزاعات المسلحة  وأصدرت أغنيتها المنفردة «الحرب على الأطفال»، والتي استخدمت أيضًا لدعم حملة اليوم العالمي للطفل التي نظمتها الحركة الدولية للدفاع عن الأطفال.
في عام 2022، بدأت في تطوير فيلمها الطويل الثاني، وهو مقتبس في العصر الحديث من مسرحية أنطونيو وكليوباترا لوليام شكسبير.
ولمحت إلى اهتمامها بالمسرحية، عندما عرفتها على أنها مصدر إلهام لإحدى أغانيها في ألبوم «العشاق لا يجتمعون» «لا تعرفني بعد»، في مقابلة أجرتها مع الناقد الموسيقي الأمريكي ديفيد جرمان، في هذا المقال، تذكر أيضًا أنها «غير ملائمة»، وهو أمر تحدثت عنه من قبل، وتعترف بأنها واجهت تحديات مجتمعية في الماضي لكونها مغنية بسبب جذورها العربية المحافظة.

## أعمالها

### ألبومات
- ما يكفي من الحبل (1999)
- كتلة الأكاذيب (2008)
- العشاق لا يجتمعون (2020)

### الفردي
- شكسبير عاشقًا (1999)
- توقيت المشمش (1999)
- جسد الأكاذيب (2008)
- كما أنا (2020)[38]
- العشاق لا يجتمعون (2020)[39]
- الحرب على الأطفال (2022)

### أفلام
| السنة | العنوان      | الدور                             | ملاحظات                               |
| ----- | ------------ | --------------------------------- | ------------------------------------- |
| 2015  | كاتب الرسالة | المخرج / كاتب السيناريو / الممثلة | فاز بجائزة آي دبليو سي لصانعي الأفلام |

## الجوائز
فازت بجائزة آي دبليو سي لصانعي الأفلام في مهرجان دبي السينمائي الدولي عن كتابتها لفيلم كاتب الرسالة.

## الوصلات الخارجية
- ليلى كيليف على موقع أول ميوزيك (الإنجليزية)
- [http://www.imdb.com/name/nm7303029/ ليلى كيليف

] في قاعدة بيانات الأفلام على الإنترنت
- ليلى كيليف على سبوتيفاي